# Championnat du Luxembourg de football 2014-2015
Navigation
Saison précédente Saison suivante
La saison 2014-2015 de Division nationale est la 101e édition de la première division luxembourgeoise. Les quatorze clubs participants au championnat sont confrontés à deux reprises aux treize autres.
C'est le CS Fola Esch qui remporte la compétition cette saison après avoir terminé en tête du classement final, avec deux points d'avance sur le FC Differdange 03, vainqueur de la Coupe du Luxembourg et sept sur le F91 Dudelange. C'est le septième titre de champion du Luxembourg de l'histoire du club.

## Les 14 clubs participants
| Club                             | Stade                        | Capacité | Ville             |
| -------------------------------- | ---------------------------- | -------- | ----------------- |
| UN Käerjeng                      | Um Beschel                   | 2 500    | Bascharage        |
| F91 Dudelange                    | Stade Jos Nosbaum            | 4 650    | Dudelange         |
| AS La Jeunesse d'Esch            | Stade de la Frontière        | 5 400    | Esch-sur-Alzette  |
| FC Jeunesse Canach               | Stade Rue de Lenningen       | 1 000    | Canach            |
| CS Grevenmacher                  | Op Flohr Stadion             | 4 000    | Grevenmacher      |
| FC Wiltz 71                      | Stade Géitz                  | 2 000    | Wiltz             |
| Victoria Rosport promu de D2     | VictoriArena                 | 2 500    | Rosport           |
| FC Differdange 03                | Stade du Thillenberg         | 6 000    | Differdange       |
| Fola Esch                        | Stade Émile-Mayrisch         | 3 900    | Esch-sur-Alzette  |
| Etzella Ettelbruck               | Stade Am Deich               | 2 020    | Ettelbruck        |
| Progrès Niedercorn               | Stade Jos Haupert            | 2 800    | Differdange       |
| US Hostert promu de D2           | Stade Jos Becker             | 1 500    | Hostert           |
| US Mondorf-les-Bains promu de D2 | Stade John Grün              | 3 600    | Mondorf-les-Bains |
| US Rumelange                     | Stade municipal de Rumelange | 3 000    | Rumelange         |

## Compétition

### Classement
Le classement est établi sur le barème de points classique (victoire à 3 points, match nul à 1, défaite à 0).
Pour départager les égalités, on tient d'abord compte de la différence de buts générale, puis du nombre de buts marqués, puis des confrontations directes et enfin si la qualification ou la relégation est en jeu, les deux équipes jouent une rencontre d'appui sur terrain neutre.
| Rang | Équipe                 | Pts | J  | G  | N | P  | Bp | Bc | Diff |
| ---- | ---------------------- | --- | -- | -- | - | -- | -- | -- | ---- |
| 1    | Fola Esch              | 61  | 26 | 19 | 4 | 3  | 63 | 21 | +42  |
| 2    | FC Differdange 03 C    | 59  | 26 | 18 | 5 | 3  | 61 | 31 | +30  |
| 3    | F91 Dudelange T        | 54  | 26 | 16 | 6 | 4  | 55 | 20 | +35  |
| 4    | Progrès Niederkorn     | 50  | 26 | 15 | 5 | 6  | 51 | 29 | +22  |
| 5    | Jeunesse d'Esch        | 44  | 26 | 12 | 8 | 6  | 46 | 34 | +12  |
| 6    | Victoria Rosport P     | 31  | 26 | 8  | 7 | 11 | 36 | 46 | -10  |
| 7    | Etzella Ettelbruck     | 30  | 26 | 9  | 3 | 14 | 36 | 50 | -14  |
| 8    | US Mondorf-les-Bains P | 29  | 26 | 8  | 5 | 13 | 30 | 40 | -10  |
| 9    | CS Grevenmacher        | 29  | 26 | 8  | 5 | 13 | 24 | 48 | -24  |
| 10   | US Rumelange           | 28  | 26 | 7  | 7 | 12 | 29 | 38 | -9   |
| 11   | FC Wiltz 71            | 27  | 26 | 7  | 6 | 13 | 29 | 38 | -9   |
| 12   | UN Käerjeng            | 27  | 26 | 8  | 3 | 15 | 33 | 52 | -19  |
| 13   | US Hostert P           | 23  | 26 | 5  | 8 | 13 | 35 | 52 | -17  |
| 14   | Jeunesse Canach        | 15  | 26 | 3  | 6 | 17 | 16 | 45 | -29  |

| Légende : Qualifications et relégations | Légende : Qualifications et relégations                                                      |
| --------------------------------------- | -------------------------------------------------------------------------------------------- |
|                                         | Ligue des champions 2015-2016 (2e tour de qualification)                                     |
|                                         | Ligue Europa 2015-2016 (1er tour de qualification)                                           |
|                                         | Qualification pour le barrage de relégation en Promotion d'honneur                           |
|                                         | Relégation en Promotion d'honneur                                                            |
|                                         | T : Tenant du titre 2013-2014 P : Promu en 2014-2015 C : Vainqueur de la Coupe du Luxembourg |

### Barrage
Le club ayant terminé 12e de Division Nationale joue sa place parmi l'élite face au 3e de Promotion d'Honneur, lors d'un match disputé sur terrain neutre.
| Équipe 1    | Résultat | Équipe 2          |
| ----------- | -------- | ----------------- |
| UN Käerjeng | 0 - 3    | (D2) UNA Strassen |

- L'UNA Strassen prend la place de l'UN Käerjeng en Division Nationale.

## Bilan de la saison
| Championnat du Luxembourg de football 2014-2015 |                            |
| Champion                                        | CS Fola Esch (7e titre)    |
| Coupes et trophées                              |                            |
| Vainqueur de la Coupe du Luxembourg 2014-2015   | FC Differdange 03          |
| Qualifications continentales                    |                            |
| Ligue des champions de l'UEFA 2015-2016         | CS Fola Esch               |
| Ligue Europa 2015-2016                          | FC Differdange 03          |
| Ligue Europa 2015-2016                          | F91 Dudelange              |
| Ligue Europa 2015-2016                          | Progrès Niederkorn         |
| Promotions et relégations                       |                            |
| Promus en Division nationale                    | RM Hamm Benfica            |
| Promus en Division nationale                    | Racing FC Union Luxembourg |
| Promus en Division nationale                    | UNA Strassen               |
| Relégués en Promotion d'honneur                 | Jeunesse Canach            |
| Relégués en Promotion d'honneur                 | US Hostert                 |
| Relégués en Promotion d'honneur                 | UN Käerjeng                |